# Tun Mali
Tun Mali je nenaseljeni otočić u hrvatskom dijelu Jadranskog mora.
Njegova površina iznosi 0,123 km². Dužina obalne crte iznosi 1,61 km.

## Vanjske poveznice
|  | Zajednički poslužitelj ima još gradiva o temi Tun Mali |